# Petrópolis
Petrópolis – miasto w południowo-wschodniej Brazylii, w stanie Rio de Janeiro, na północny wschód od miasta Rio de Janeiro. Około 300 tys. mieszkańców.
Miasto (pol. Miasto Piotra) nazwano na cześć cesarza – Piotra II, drugiego władcy Brazylii. Początkowo w XIX wieku, miasto było letnią rezydencją brazylijskich cesarzy i arystokratów. W latach 1894–1902 było zaś oficjalną stolicą stanu Rio de Janeiro. Początki miasta sięgają jeszcze roku 1702, kiedy Bernardo Soares de Proença otworzył alternatywną drogę między Rio de Janeiro a Minas Gerais, przecinającą Serra da Estrela. Podczas podróży tą drogą do Minas Gerais cesarzowi Piotrowi I tak spodobał się miejscowy krajobraz, że w 1830 kupił farmę i zaczął budować na niej Pałac Letni, którego jednak nigdy nie ukończył, ponieważ zrzekł się tronu. Za Piotrem I okolicę docenili inni brazylijscy arystokraci.
Pod rządami Piotra II, sprowadzono z Nadrenii niemieckich chłopów, których zatrudniono przy wykończeniu pałacu. 16 marca 1843 oficjalnie założono osadę Petrópolis, w 1844 powstał dystrykt o tej nazwie, a w 1857 osada otrzymała prawa miejskie. W 1910 otwarto drogę łączącą miasto z Rio de Janeiro, w 1928 drogę tę wybrukowano. Piotr II w 1876 odwiedził wystawę w Filadelfii i będąc pod wrażeniem telefonu Alexandra Bella, kazał zainstalować linię telefoniczną z Pałacem Letnim. Miasto odgrywało znaczącą rolę w brazylijskiej historii nawet po obaleniu monarchii i ustanowieniu republiki w 1889. W 1903 w Pałacu Rio Negro podpisano traktat pokojowy z Boliwią, który przyznał Brazylii nowe terytoria. 15 sierpnia 1947 w Petrópolis obradowała Organizacja Państw Amerykańskich.
W mieście mają siedzibę kluby piłkarskie Serrano FC i EC Vera Cruz.

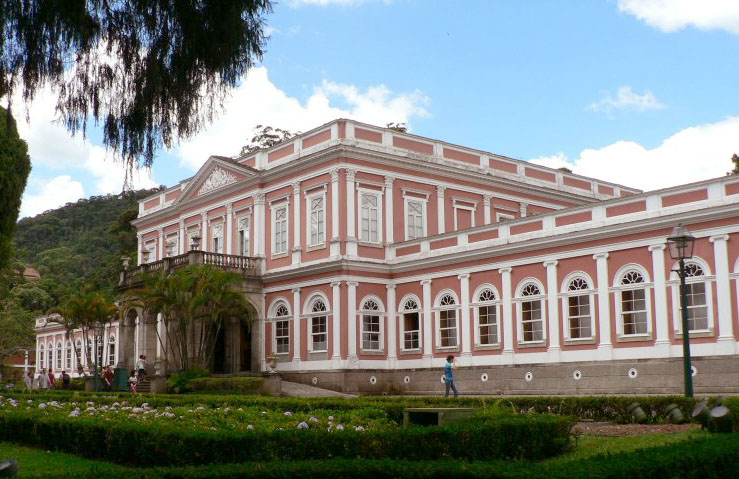
Muzeum Cesarskie w Petrópolis
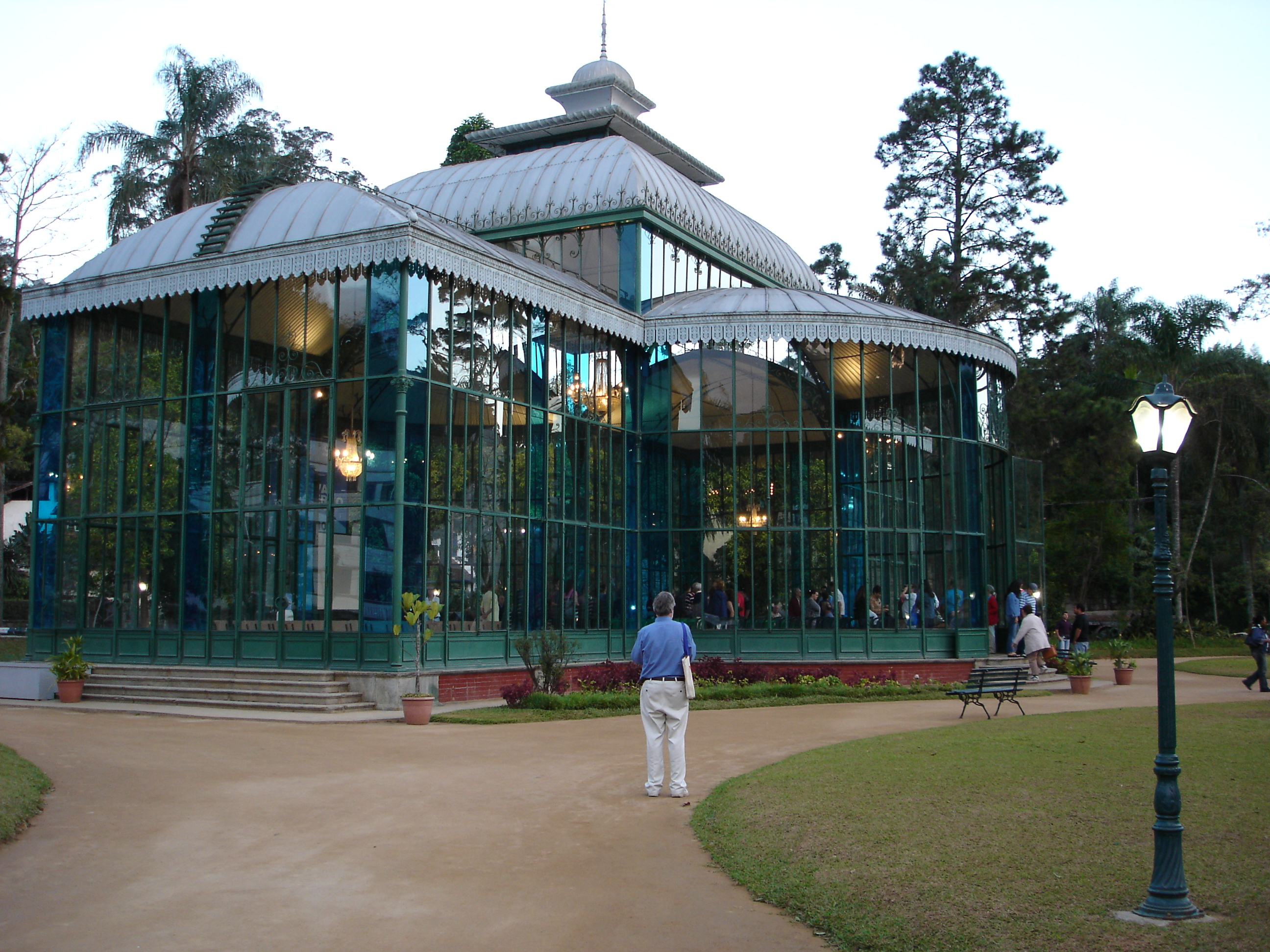
Pałac Kryształowy
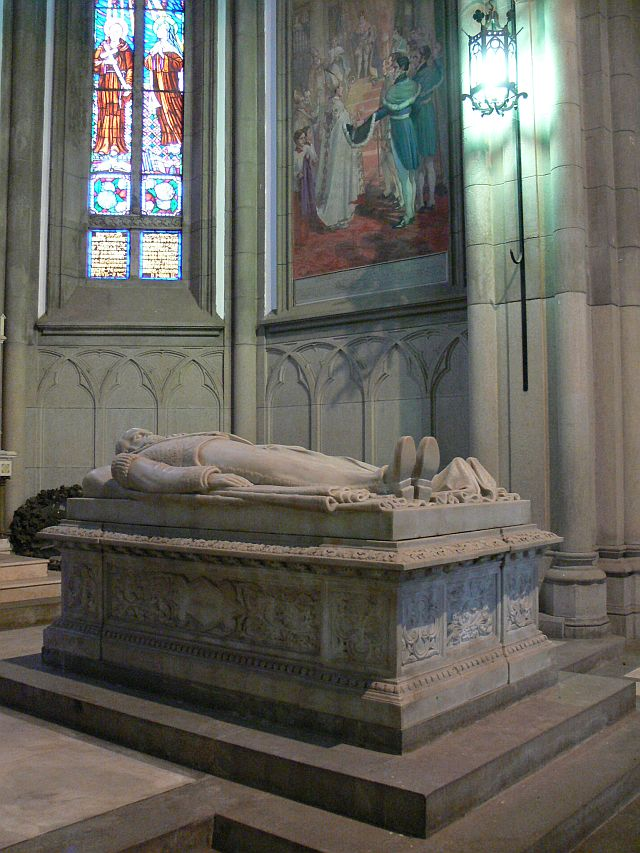
Nagrobek Piotra II w Katedrze São Pedro de Alcântara